# Gehlsbach (Fluss)
Der Gehlsbach ist ein Nebenfluss der Elde im Süden Mecklenburg-Vorpommerns.

## Verlauf
Der Bach hat seinen Ursprung in einem Feuchtgebiet mit ehemaligen Torfstichen westlich der Ortschaft Ganzlin im Landkreis Ludwigslust-Parchim, etwa fünf Kilometer westlich des Südzipfels des Plauer Sees. Der Wasserlauf vereint sich hier mit Entwässerungsgräben. In westlicher Fließrichtung werden vorwiegend Wiesen und Felder der Gemeindegebiete von Ganzlin und Gehlsbach durchquert. Südwestlich von Vietlübbe wird das Naturschutzgebiet Gehlsbachtal erreicht. Linksseitig mündet der ebenfalls unter Schutz gestellte und das Quaßliner Moor entwässernde Seegraben ein. Weiter in westlicher Richtung ist der hier naturnah verlaufende Gehlsbach die südliche Gemeindegrenze von Kreien. Im Gemeindegebiet von Siggelkow bildet der Wasserlauf Flussschlingen aus, nimmt den Abfluss des Blanksees, den Basnichbach, auf und nähert sich der Elde, ohne direkt in diese zu münden. In künstlicher Verlängerung verläuft der Bach nunmehr unter der Bezeichnung Der Strom linksseitig parallel zur Elde. Nördlich von Groß Pankow geht dieser in einen Altarm der Elde über, in den nach kurzer Strecke der Moosterbach mündet.
Im gesamten Verlauf werden 28,6 Meter Höhenunterschied überwunden. Einschließlich des Stroms weist der Gehlsbach eine Länge von etwa 23,5 Kilometern auf.

## Geschichte
Ursprung des Gehlsbaches ist vermutlich eine Entwässerungsbahn, die im Sandergebiet zwischen den Eisvorstößen der Brandenburger und Frankfurter Stadien der Weichseleiszeit verlief. Bei Darß und im Mündungsbereich grenzen Moorflächen an, die ebenfalls aus Schmelzwasserabflüssen entstanden sind.
Der Bach und seine Nebenläufe wurden bis in die erste Hälfte des 20. Jahrhunderts zum Betrieb von Wassermühlen genutzt. Bis 1953 wurde in Höhe des Blanken Sees Torf abgebaut. Seit den 1970er Jahren entstanden nahe den Orten Klein Dammerow, Darß und Wilsen Anlagen, die Wasser zur Beregnung landwirtschaftlicher Nutzflächen aus dem Gewässer entnahmen. Die Pumpen wurden bis 1989 betrieben. 1987 wurde in Wilsen eine Forellenzuchtanlage eröffnet. Durch Rückbau eines Stauwehres in Wilsen im Jahr 2000 konnte die Durchgängigkeit für die Gewässerfauna wiederhergestellt werden.

## Naturschutzgebiet Gehlsbachtal
Das 249 Hektar große Naturschutzgebiet besteht seit dem 1. Oktober 1990, wurde am 9. Oktober 1996 erweitert und umfasst den Unterlauf des Gehlsbaches ab Höhe Vietlübbe, den Unterlauf des in den Bach mündenden Seegrabens mit den Darßer Seewiesen, den Unterlauf eines aus Klein Pankow einmündenden Grabens sowie die jeweils anliegenden Uferbereiche. Es wird der Schutz und die Entwicklung des Bachlaufs mit seltenen Tier- und Pflanzenarten als Ziel verfolgt.